# Sorry für alles

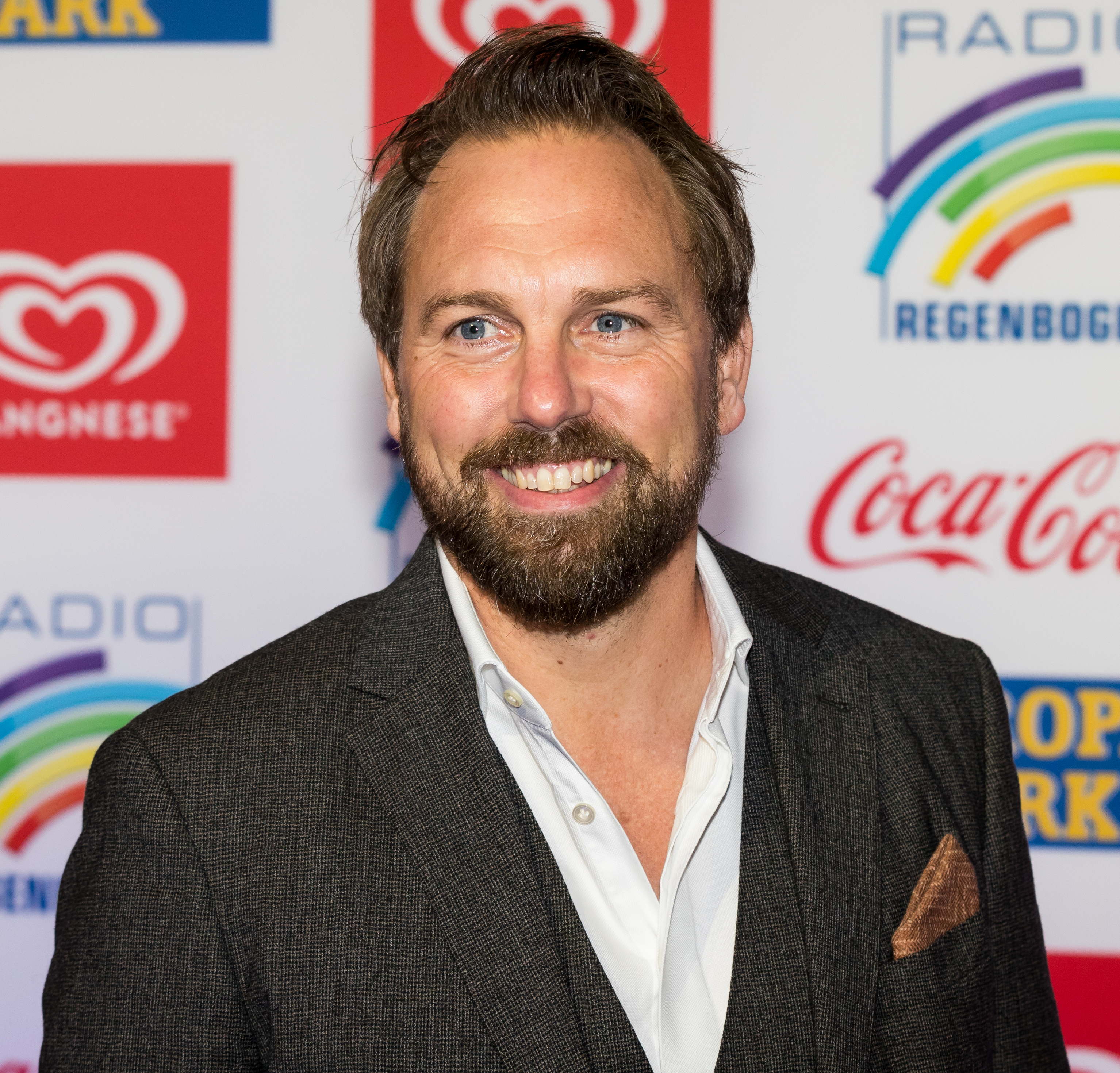
Moderator Steven Gätjen

Sorry für alles ist die deutsche Version der belgischen Spielshow Sorry voor alles, die ab 2016 vom flämischen Fernsehsender Eén ausgestrahlt wurde. Das ZDF begann mit der Ausstrahlung von zunächst zwei Doppelfolgen am 7. August 2019.

## Idee
Im Unterschied zu anderen Formaten mit versteckter Kamera steht bei Sorry für alles eine einzelne Person im Mittelpunkt, die im Laufe mehrerer Wochen mit Unterstützung von Bekannten, Verwandten und Kollegen ohne ihr Wissen in inszenierte Situationen gebracht und dabei heimlich gefilmt wurde. Die Person wird am Tag der Sendungsaufzeichnung unter einem Vorwand in das getarnte Studio gelockt und erfährt erst dort, dass sie Teil einer Fernsehsendung ist. Sie trifft dort überraschend die Eingeweihten wieder und wird mit den Aufnahmen konfrontiert, zu denen sie dann in Spielrunden Fragen beantworten muss, um Preise zu gewinnen.
Im Unterschied zum belgischen Original, bei dem in einer einstündigen Sendung jeweils ein Kandidat im Mittelpunkt steht, präsentiert das ZDF zwei Kandidaten in einer anderthalbstündigen Doppelfolge.

## Spielrunden
Die Kandidaten können in verschiedenen Spielrunden Punkte sammeln. Auf bestimmten Gewinnstufen erhalten sie auf sie persönlich zugeschnittene Preise, die in ihrem Wert steigen. Sie erhalten am Ende der Show alle erspielten Preise.

In Runde 1 („Gesagt! Getan?“) wird überprüft, ob die Kandidaten tatsächlich so gehandelt haben, wie sie es im Interview zuvor behauptet hatten.

In Runde 2 („Das musst du wissen!“) beantworten die Kandidaten Fragen zu den (inszenierten) Ereignissen der vergangenen Wochen.

In Runde 3 („Wer kennt dich?“) sollen zwei ausgewählte Bekannte oder Verwandte raten, wie sich der Kandidat in bestimmten Situationen verhalten hat.

In Runde 4 („Wirklich wahr?“) müssen die Kandidaten raten, welches von 3 ungewöhnlichen Ereignissen, die zur Auswahl stehen, tatsächlich stattfand.

In Runde 5 („Alles gemerkt?“) müssen die Kandidaten in einer Schnellraterunde binnen 90 Sekunden möglichst viele Fragen zu den Ereignissen der letzten Wochen oder während der Show korrekt mit „richtig“ oder „falsch“ beantworten.

## Kandidaten

### Folge 1: „Alisa und Dennis“
In der ersten Hälfte der Folge wurde der Buchhändler Dennis aus Kerpen bei einem absichtlich versalzenen Essen, einem Krav-Maga-Kurs und einer Rede gezeigt, die er unwissentlich für ein Kalb hielt. Er wurde von angeblichen russischen Touristinnen mit einem frei erfundenen Schlagerstar verwechselt. Zudem signierte Fernsehmoderator Thomas Hermanns heimlich Bücher in einer der Buchhandlungen, die Dennis besitzt. Der Kandidat wurde unter anderem mit einem Boxspringbett und Reisen nach Lissabon und Island belohnt

Im Mittelpunkt der zweiten Hälfte stand Alisa. Sie hatte sich während der heimlichen Dreharbeiten mit ihrem Freund Chris verlobt und wurde unter anderem heimlich in einem Brautmodenladen, einem Restaurant und einem (inszenierten) Malkurs gefilmt. Ihr Vater Thomas Kinne stellte während der Sendung einen neuen Weltrekord im Fangen von Brautsträußen mit verbundenen Augen auf. Außerdem wurde Alisa mit dem Besuch ihres Bruders und seiner Familie überrascht, die eigens von den Seychellen eingeflogen waren. Neben einem Brautkleid ihrer Wahl und anderen Preisen gewann Alisa einen Roadtrip durch die USA mit einem Besuch bei einem Konzert von Lady Gaga in Las Vegas.

### Folge 2: „Lara und Helmut“
Im ersten Teil der Sendung wurde Lara in den Einspielfilmen unter anderem in einem Einkaufszentrum umfrisiert, spielte die Fee Tinker Bell und wurde unwissentlich in eine Werbekampagne für ein fiktives Produkt eingebaut. Ihr Freund Niclas drehte heimlich ein Musikvideo mit Michael Wendler auf Mallorca. Lara gewann unter anderem einen professionellen Fotoshoot, eine Spiegelreflexkamera, einen Besuch in der Spanischen Hofreitschule in Wien sowie einen Urlaub auf den Malediven.

Die zweite Hälfte der Doppelfolge drehte sich um Helmut aus Odenthal. Er wurde heimlich in einem Zoofachgeschäft und bei einem Meet and Greet mit Markus Krebs gefilmt. Unwissentlich wurde Helmut zum Werbeträger und Namensgeber einer Modekollektion. Zudem fuhr Horst Lichter heimlich mit Helmuts Corvette, an deren Steuer er ansonsten niemanden lässt, während in Helmuts Partykeller eine Pokernacht mit der Familie veranstaltet wurde. Helmut wurde unter anderem mit einem Satz Autoreifen, ein Wochenende in Hamburg, einem Aufsitzrasenmäher und einer Kreuzfahrt nach Norwegen belohnt.

## Weitere Mitwirkende
Die Sendung wird von Steven Gätjen moderiert.
In den Inszenierungen und Einspielfilmen treten auch diverse bekannte Fernsehpersönlichkeiten auf, unter anderem Eko Fresh, Thomas Gottschalk, Johann Lafer und Rebecca Mir.

## Auszeichnungen
Die belgische Fassung wurde 2017 unter anderem mit einem International Emmy Award in der Kategorie „non-scripted entertainment“ („Unterhaltungssendung ohne Drehbuch“), mit einer Gold World Medal in der Kategorie „Family Program“ beim New York Festival sowie mit jeweils dem zweiten Preis beim WorldMediaFestival in Hamburg und beim EBU Creative Forum in Berlin ausgezeichnet.
Außerdem erhielt die Reihe 2018 in Berlin eine Rose d’Or als beste Game-Show.

## Rezeption

### Einschaltquoten
Die erste Folge verzeichnete eine Einschaltquote von lediglich 1,91 Millionen Zuschauern und blieb damit deutlich hinter den Erwartungen zurück. Diese Quote entsprach einem Marktanteil von 7,0 Prozent beim Publikum ab 3 Jahren. Unter den jungen Zuschauern lag der Marktanteil bei 360.000 Zuschauern sogar bei nur 4,4 Prozent.

Für die zweite Ausgabe verzeichnete die Show noch schlechtere Werte: Die Zahl der Zuschauer fiel auf 1,51 Millionen, von denen nur 300.000 in die Altersgruppe zwischen 14 und 49 Jahren fielen. Das entspricht einem Marktanteil von 5,7 Prozent beim Gesamtpublikum und nur 3,9 Prozent in der Zielgruppe der jüngeren Zuschauer. Quotenmeter.de kommt zu dem Fazit: „Die neue ZDF-Show «Sorry für alles» ist ein bunter Strauß an Unterhaltungsshowelementen, doch bislang hat er Probleme, sein Publikum zu finden …. Die Überraschungsshow mit Steven Gätjen braucht also dringend einen Quotenpush.“
| Folge | Datum         | Zuschauer | Zuschauer       | Marktanteil | Marktanteil     | Quelle |
| Folge | Datum         | Gesamt    | 14 bis 49 Jahre | Gesamt      | 14 bis 49 Jahre | Quelle |
| ----- | ------------- | --------- | --------------- | ----------- | --------------- | ------ |
| 1     | 7. Aug. 2019  | 1,91 Mio. | 0,36 Mio.       | 7,0 %       | 4,4 %           | [ 14 ] |
| 2     | 14. Aug. 2019 | 1,51 Mio. | 0,30 Mio.       | 5,7 %       | 3,9 %           | [ 13 ] |

### Kritik
In der Kritik wurden Bedenken hinsichtlich der Persönlichkeitsrechte der Kandidaten geäußert. Gleichzeitig fanden jedoch Kritiker auch lobende Worte für die Umsetzung. So schrieb Fabian Neveling auf der Website Quotenmeter: „Was auf dem Papier nach einer Sommershow eines Privatsenders der zweiten Reihe klingt, ist in der Realität eine feine Unterhaltung, die aus den üblichen Klischees der Versteckten-Kamera-Shows ausbricht.“ Er kritisierte lediglich „das Studio und die optische Aufmachung“ und meinte: „Auch das On-Air-Design und die Grafiken innerhalb der Sendung laden zur Nacharbeit ein.“ Sein Fazit: „Mit ein bisschen Überarbeitung kann «Sorry für alles» eine großartige Show werden. Die Premiere zeigte definitiv schon in die richtige Richtung.“ Christian Meier meinte in der Welt: „Das Bemerkenswerte an ,Sorry für alles‘ ist nun, wie es dem … ZDF … gelingt, aus einem Konzept, das beim Durchlesen Unbehagen weckt …, freundliche Banalitäten zu fabrizieren …. [D]ie Sendung umarmt ihre Protagonisten, schenkt ihnen Preise und feiert sie. Die Bloßstellung entpuppt sich als freundlicher Akt.“ Auch Tobias Sunderdiek fand in der Neuen Osnabrücker Zeitung, die 5 von 6 Sternen an die Show vergibt: „Routiniert-freundlich, wenn auch etwas sehr harmonisch auftretend, geht das Konzept der Sendung durchaus auf – als mitunter emotionaler, gewiss nicht alltäglicher Trip in die Welt der Kandidaten, die sich zum Teil absurden Situationen ausgesetzt sehen. Ein gelungener Show-Auftakt.“
Frank Rauscher schrieb im Weser-Kurier: „Die Idee, eben mal in das Leben nichtsahnender Menschen einzugreifen, ist zwar im Grundsatz durchaus fragwürdig, aber in jedem Fall auch spektakulär. … Es handelt sich um eine Fernsehshow, die ihren Kandidaten absolut wohlgesonnen ist, etwas anderes wäre schon rein datenschutzrechtlich vermutlich ein Skandal.“ Von der Sache her jedoch sei sie eine „gestreckte TV-Unterhaltung mit reichlich 90er-Jahre-Anstrich – ohne Witz und Glamour, … ohne jede Relevanz.“ Harsch verriss Peer Schader die Show. Ironisch verlieh er ihr den „ersten Preis“ für die „tausendste Versteckte-Kamera-Neuauflage“ und „den dämlichsten Shownamen“. Es bleibe rätselhaft, inwiefern das ZDF annehmen könne, die „Aneinanderreihung überaufwändig vorbereiteter Egalheiten“ tauge „als zeitgemäße Show-Unterhaltung“ und dass die Kandidaten solche Banalitäten bereitwillig aushielten, „anstatt allen Beteiligten den Vogel zu zeigen“. Als antiquiert empfand Hans Hoff in der Süddeutschen Zeitung das Genre allgemein: Heutzutage wisse eigentlich jeder „halbwegs“, wie man sich gegebenenfalls kameragerecht zu verhalten habe. Der eigentliche Gag, die Überraschung ahnungsloser Menschen, verbrauche sich „ultraschnell“. Inzwischen bekomme man Überraschungseinspieler „leichter, besser und kompromissloser im Netz.“

## Internationale Ausstrahlungen
Neben dem von Adrian Van den Hoof moderierten belgischen Original (bisher 11 Folgen) wurde 2017 eine niederländische Fassung (ebenfalls unter dem Titel Sorry voor alles) mit 6 Folgen vom Sender NPO 1 ausgestrahlt, die der auch in Deutschland bekannte Sänger Jan Smit moderierte.